# 45号美国国道
45号美国国道（英語：U.S. Route 45）是一条南北方向的美国国道。该公路连接了阿拉巴马州莫比尔和威斯康辛州密尔沃基，全长1,297英里。